# Framtid

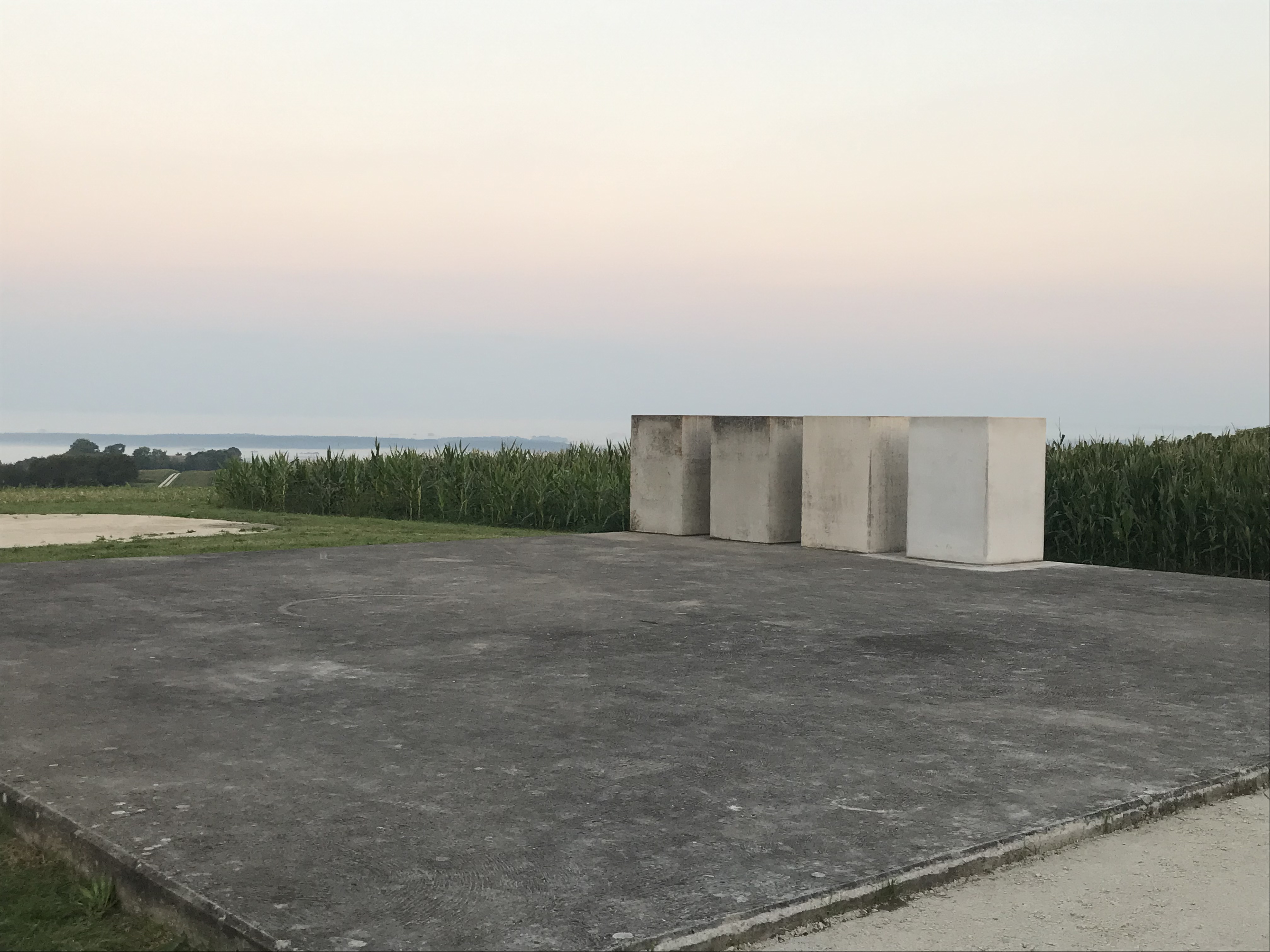
Konstverket en är en betongpyramid där ett block placeras vart tionde år. Konstverket ska bli klart år 3183.

Framtiden är den delen av tidslinjen som ännu inte inträffat. 

## Den mentala bilden av framtiden
Människan är förmodligen en av få livsformer som kan föreställa sig framtiden. Detta är nödvändigt för planering och prospektivt minne.

## Att se in i framtiden
Människor som säger sig känna till händelser i framtiden kallas profeter, siare, orakel och i viss mån astrologer. Förutsägelser är ett viktigt moment inom många religioner. Vanliga religiösa förutsägelser handlar om jordens undergång, domedagen, och guden eller gudarnas återkomst.
| ”                  | Det är svårt att sia, speciellt om framtiden | „ |
| – Markus M. Ronner |                                              |   |